# 小行星7149
小行星7149（7149 Bernie）是一颗绕太阳运转的小行星，为主小行星带小行星。该小行星于1977年10月16日发现。

## 轨道参数
小行星7149的轨道半长轴为3.1374160 UA，离心率为0.133。